# Miasma (musikalbum)
Miasma är det andra studioalbumet av det amerikanska death metal-bandet The Black Dahlia Murder, utgivet 2005 av skivbolaget Metal Blade Records.

## Låtlista
1. "Built for Sin" (instrumental) – 1:15
2. "I'm Charming" – 2:54
3. "Flies" – 3:26
4. "Statutory Ape" – 3:42
5. "A Vulgar Picture" – 3:37
6. "Noverlty Cross" – 3:51
7. "Dave Goes To Hollywood" – 3:59
8. "Miscarriage" – 3:09
9. "Spite Suicide" – 2:52
10. "Miasma" – 4:43

- Text: Trevor Strnad
- Musik: The Black Dahlia Murder

## Medverkande
Musiker (The Black Dahlia Murder-medlemmar)
- Trevor Strnad – sång
- John Kempainen – gitarr
- Brian Eschbach – gitarr
- David Lock – basgitarr
- Zach Gibson – trummor

Bidragande musik
- Garret Gross – bakgrundssång
- Randy Vanderbilt – bakgrundssång
- Amber Blankenship – cello

Produktion
- Brian Slagel – producent
- Andreas Magnusson – producent, ljudmix
- Chris Dowhan – producent
- Randy Vanderbilt – producent
- Eric Rachel – ljudmix
- Alan Douches – mastering
- Jamey Erickson – omslagsdesign, foto
- Jon Zig – logo